# دیدا (بازیکن فوتبال، زاده ۱۹۳۴)
ادوالدو آلوس ده سانتا روسا با نام مستعاردیدا (پرتغالی: Dida; ۱۶ مارس ۱۹۳۴ – ۱۷ سپتامبر ۲۰۰۲) بازیکن فوتبال اهل برزیل بود.
از باشگاه‌هایی که در آن بازی کرده‌است می‌توان به باشگاه ورزشی پورتوگیزا، باشگاه فوتبال سنترو اسپورتیوو آلاگوانو، باشگاه ورزشی اتلتیکو جونیور، و باشگاه فوتبال فلامینگو اشاره کرد.
وی همچنین در تیم ملی فوتبال برزیل بازی کرده‌است.